# پرونیسم

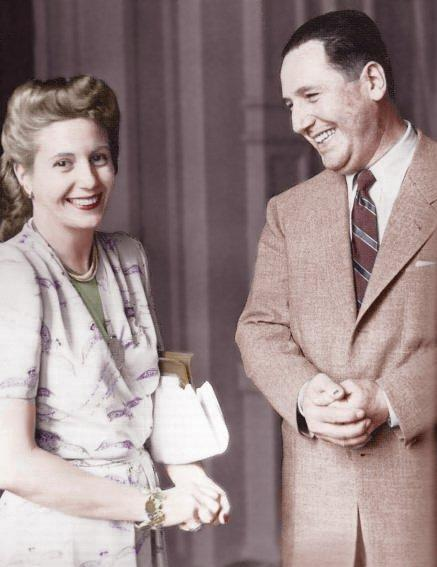
خوآن پرون و همسرش اوا پرون

پرونیسم (اسپانیایی: peronismo‎) یک ایدئولوژی و جنبش سیاسی آرژانتینی است. نام این جنبش از نام‌خانوادگی خوآن پرون، رئیس جمهور سابق آرژانتین، ریشه می‌گیرد. حزب اصلی پیرو این ایدئولوژی حزب عدالت‌گرای آرژانتین است. از سال ۱۹۴۶، از ۱۲ رئیس‌جمهور برگزیده این کشور، ۹تای آن‌ها پرونیست بوده‌اند؛ اگرچه سیاست‌های آن‌ها تا حدی متفاوت بوده‌است. پرونیسم ترکیب مبهمی از ملی‌گرایی، عوام‌گرایی، جنبش کارگری و سوسیالیسم راست‌گرا توصیف شده‌است. مرکزیت برنامه‌های پرونیسم، عدالت اجتماعی و دولت رفاه است.